# Megaphorus megachile
Megaphorus megachile är en tvåvingeart som först beskrevs av Daniel William Coquillett 1893.  Megaphorus megachile ingår i släktet Megaphorus och familjen rovflugor. Inga underarter finns listade i Catalogue of Life.